# 알베르토 모레노
알베르토 모레노 페레스(스페인어: Alberto Moreno Pérez, 1992년 7월 5일 ~ )는 스페인의 축구 선수로, 현재 비야레알에서 레프트 백으로 뛰고 있다.

## 기록

### 대회 기록
세비야 FC (2012~2014)
- UEFA 슈퍼컵 준우승 : 2014
- UEFA 유로파리그 : 2013-14

리버풀 FC (2014~2019)
- FIFA 클럽 월드컵 : 2019
- FA 커뮤니티 실드 준우승 : 2019
- EFL컵 준우승 : 2015-16

- UEFA 슈퍼컵 : 2019

- UEFA 챔피언스리그 : 2018-19, 준우승 : 2017-18

비야레알 CF (2019~ )
- UEFA 유로파리그 : 2020-21
- UEFA 슈퍼컵 준우승 : 2021